# Prci, prci, prcičky (filmová série)
Prci, prci, prcičky (v originále American Pie) je série teenagerských komedií společnosti Universal Pictures z let 1999–dosud. Série zahrnuje původní film Prci, prci, prcičky, jeho tři přímá pokračování a další pět spin-off filmů.

## Filmy

### Filmy s původními herci
- Prci, prci, prcičky (American Pie; 1999)
- Prci, prci, prcičky 2 (American Pie 2; 2001)
- Prci, prci, prcičky 3: Svatba (American Wedding; 2003)
- Prci, prci, prcičky: Školní sraz (American Reunion; 2012)

### Další pokračování s vedlejšími herci
- Prci, prci, prcičky: Na táboře (American Pie Presents Band Camp; 2005)
- Prci, prci, prcičky: Nahá míle (American Pie Presents The Naked Mile; 2006)
- Prci, prci, prcičky: Spolek Beta (American Pie Presents Beta House; 2007)
- Prci, prci, prcičky: Kniha lásky (American Pie Presents The Book of Love; 2009)
- Prci, prci, prcičky: Holky sobě (American Pie Presents: Girls' Rules; 2020)

## Hlavní postavy
První tři díly se točí okolo Jima Levensteina (Jason Biggs), který v prvním filmu přijde o panictví, ve druhém se snaží si nezávazně užívat a ve třetím se rozhodne oženit se svou vyvolenou. Důležitou postavou těchto filmů je také Steve Stifler (Seann William Scott). Prostřednictvím jeho příbuzných je poté vysvětlena návaznost dalších filmů. 
Hlavním hrdinou čtvrtého dílu je jeho bratr Matt (Tad Hilgenbrink), který vyznává stejnou filozofii jako Steve a touží tedy neustále po sexu a zábavě. V Nahé míli a Spolku Beta je ústřední postavou jeho bratranec Erik (John White), který není "správný" Stifler, protože na začátku filmu je stále ještě panic. V těchto dvou filmech reprezentuje "stiflerovský způsob života" další bratranec Dwight (Steve Talley). Třetím bratrancem Steva Stiflera je Scott (John Patrick Jordan), který je vedlejší postavou sedmého filmu Kniha lásky. 
Dosud poslední díl se opět točí kolem postav z původní trilogie. Jedinou postavou, která se objeví ve všech osmi filmech, je Jimův táta Noah Levenstein (Eugene Levy).
| Postava                           | Film                       | Film                         | Film                                 | Film                                  | Film                                  | Film                                    | Film                                    | Film                                    |
| Postava                           | Prci, prci, prcičky (1999) | Prci, prci, prcičky 2 (2001) | Prci, prci, prcičky 3: Svatba (2003) | Prci, prci, prcičky: Na táboře (2005) | Prci, prci, prcičky: Nahá míle (2006) | Prci, prci, prcičky: Spolek Beta (2007) | Prci, prci, prcičky: Kniha lásky (2009) | Prci, prci, prcičky: Školní sraz (2012) |
| --------------------------------- | -------------------------- | ---------------------------- | ------------------------------------ | ------------------------------------- | ------------------------------------- | --------------------------------------- | --------------------------------------- | --------------------------------------- |
| Noah Levenstein                   | Eugene Levy                | Eugene Levy                  | Eugene Levy                          | Eugene Levy                           | Eugene Levy                           | Eugene Levy                             | Eugene Levy                             | Eugene Levy                             |
| James „Jim“ Levenstein            | Jason Biggs                | Jason Biggs                  | Jason Biggs                          | V tomto filmu nebyl                   | V tomto filmu nebyl                   | V tomto filmu nebyl                     | V tomto filmu nebyl                     | Jason Biggs                             |
| Michelle Flaherty-Levensteinová   | Alyson Hanniganová         | Alyson Hanniganová           | Alyson Hanniganová                   | V tomto filmu nebyla                  | V tomto filmu nebyla                  | V tomto filmu nebyla                    | V tomto filmu nebyla                    | Alyson Hanniganová                      |
| Steve Stifler                     | Seann William Scott        | Seann William Scott          | Seann William Scott                  | V tomto filmu nebyl                   | V tomto filmu nebyl                   | V tomto filmu nebyl                     | V tomto filmu nebyl                     | Seann William Scott                     |
| Kevin Myers                       | Thomas Ian Nicholas        | Thomas Ian Nicholas          | Thomas Ian Nicholas                  | V tomto filmu nebyl                   | V tomto filmu nebyl                   | V tomto filmu nebyl                     | V tomto filmu nebyl                     | Thomas Ian Nicholas                     |
| Paul Finch                        | Eddie Kaye Thomas          | Eddie Kaye Thomas            | Eddie Kaye Thomas                    | V tomto filmu nebyl                   | V tomto filmu nebyl                   | V tomto filmu nebyl                     | V tomto filmu nebyl                     | Eddie Kaye Thomas                       |
| Jeanine „Stiflerova máma“ Stifler | Jennifer Coolidge          | Jennifer Coolidge            | Jennifer Coolidge                    | V tomto filmu nebyla                  | V tomto filmu nebyla                  | V tomto filmu nebyla                    | V tomto filmu nebyla                    | Jennifer Coolidge                       |
| Chris „Oz“ Ostreicher             | Chris Klein                | Chris Klein                  | V tomto filmu nebyl                  | V tomto filmu nebyl                   | V tomto filmu nebyl                   | V tomto filmu nebyl                     | V tomto filmu nebyl                     | Chris Klein                             |
| Heather                           | Mena Suvari                | Mena Suvari                  | V tomto filmu nebyla                 | V tomto filmu nebyla                  | V tomto filmu nebyla                  | V tomto filmu nebyla                    | V tomto filmu nebyla                    | Mena Suvari                             |
| Victoria „Vicky“ Lathum           | Tara Reid                  | Tara Reid                    | V tomto filmu nebyla                 | V tomto filmu nebyla                  | V tomto filmu nebyla                  | V tomto filmu nebyla                    | V tomto filmu nebyla                    | Tara Reid                               |
| Jessica                           | Natasha Lyonne             | Natasha Lyonne               | V tomto filmu nebyla                 | V tomto filmu nebyla                  | V tomto filmu nebyla                  | V tomto filmu nebyla                    | V tomto filmu nebyla                    | Natasha Lyonne                          |
| Nadia                             | Shannon Elizabeth          | Shannon Elizabeth            | V tomto filmu nebyla                 | V tomto filmu nebyla                  | V tomto filmu nebyla                  | V tomto filmu nebyla                    | V tomto filmu nebyla                    | Shannon Elizabeth                       |
| John                              | John Cho                   | John Cho                     | John Cho                             | V tomto filmu nebyl                   | V tomto filmu nebyl                   | V tomto filmu nebyl                     | V tomto filmu nebyl                     | John Cho                                |
| Chuck „šerminátor“ Sherman        | Chris Owen                 | Chris Owen                   | V tomto filmu nebyl                  | Chris Owen                            | V tomto filmu nebyl                   | V tomto filmu nebyl                     | V tomto filmu nebyl                     | Chris Owen                              |
| Justin                            | Justin Isfeld              | Justin Isfeld                | Justin Isfeld                        | V tomto filmu nebyl                   | V tomto filmu nebyl                   | V tomto filmu nebyl                     | V tomto filmu nebyl                     | Justin Isfeld                           |
| Paní Levensteinová                | Molly Cheek                | Molly Cheek                  | Molly Cheek                          | V tomto filmu nebyla                  | V tomto filmu nebyla                  | V tomto filmu nebyla                    | V tomto filmu nebyla                    | Molly Cheek                             |
| Tom Myers                         | Casey Affleck              | Casey Affleck                | V tomto filmu nebyl                  | V tomto filmu nebyl                   | V tomto filmu nebyl                   | V tomto filmu nebyl                     | V tomto filmu nebyl                     | V tomto filmu nebyl                     |
| Matt Stifler                      | Eli Marienthal             | Eli Marienthal               | V tomto filmu nebyl                  | Tad Hilgenbrink                       | V tomto filmu nebyl                   | V tomto filmu nebyl                     | V tomto filmu nebyl                     | V tomto filmu nebyl                     |
| Coach Marshall                    | Lawrence Pressman          | V tomto filmu nebyl          | Lawrence Pressman                    | V tomto filmu nebyl                   | V tomto filmu nebyl                   | V tomto filmu nebyl                     | V tomto filmu nebyl                     | V tomto filmu nebyl                     |
| Cadence Flahertyová               | V tomto filmu nebyla       | V tomto filmu nebyla         | January Jones                        | V tomto filmu nebyla                  | V tomto filmu nebyla                  | V tomto filmu nebyla                    | V tomto filmu nebyla                    | V tomto filmu nebyla                    |
| Harold Flaherty                   | V tomto filmu nebyl        | V tomto filmu nebyl          | Fred Willard                         | V tomto filmu nebyl                   | V tomto filmu nebyl                   | V tomto filmu nebyl                     | V tomto filmu nebyl                     | V tomto filmu nebyl                     |
| Mary Flahertyová                  | V tomto filmu nebyla       | V tomto filmu nebyla         | Deborah Rush                         | V tomto filmu nebyla                  | V tomto filmu nebyla                  | V tomto filmu nebyla                    | V tomto filmu nebyla                    | V tomto filmu nebyla                    |
| Selena                            | V tomto filmu nebyla       | V tomto filmu nebyla         | V tomto filmu nebyla                 | V tomto filmu nebyla                  | V tomto filmu nebyla                  | V tomto filmu nebyla                    | V tomto filmu nebyla                    | Dania Ramirez                           |
| Mia                               | V tomto filmu nebyla       | V tomto filmu nebyla         | V tomto filmu nebyla                 | V tomto filmu nebyla                  | V tomto filmu nebyla                  | V tomto filmu nebyla                    | V tomto filmu nebyla                    | Katrina Bowden                          |
| Kara                              | V tomto filmu nebyla       | V tomto filmu nebyla         | V tomto filmu nebyla                 | V tomto filmu nebyla                  | V tomto filmu nebyla                  | V tomto filmu nebyla                    | V tomto filmu nebyla                    | Ali Cobrin                              |
| AJ                                | V tomto filmu nebyl        | V tomto filmu nebyl          | V tomto filmu nebyl                  | V tomto filmu nebyl                   | V tomto filmu nebyl                   | V tomto filmu nebyl                     | V tomto filmu nebyl                     | Chuck Hittinger                         |
| Ron                               | V tomto filmu nebyl        | V tomto filmu nebyl          | V tomto filmu nebyl                  | V tomto filmu nebyl                   | V tomto filmu nebyl                   | V tomto filmu nebyl                     | V tomto filmu nebyl                     | Jay Harrington                          |
| Evan Levenstein                   | V tomto filmu nebyl        | V tomto filmu nebyl          | V tomto filmu nebyl                  | V tomto filmu nebyl                   | V tomto filmu nebyl                   | V tomto filmu nebyl                     | V tomto filmu nebyl                     | George Christopher Bianchi              |
| Ellie Myersová                    | V tomto filmu nebyla       | V tomto filmu nebyla         | V tomto filmu nebyla                 | V tomto filmu nebyla                  | V tomto filmu nebyla                  | V tomto filmu nebyla                    | V tomto filmu nebyla                    | Charlene Amoia                          |
| Elyse Houstonová                  | V tomto filmu nebyla       | V tomto filmu nebyla         | V tomto filmu nebyla                 | Arielle Kebbel                        | V tomto filmu nebyla                  | V tomto filmu nebyla                    | V tomto filmu nebyla                    | V tomto filmu nebyla                    |
| Brandon Vandecamp                 | V tomto filmu nebyl        | V tomto filmu nebyl          | V tomto filmu nebyl                  | Matt Barr                             | V tomto filmu nebyl                   | V tomto filmu nebyl                     | V tomto filmu nebyl                     | V tomto filmu nebyl                     |
| James „Jimmy“ Chong               | V tomto filmu nebyl        | V tomto filmu nebyl          | V tomto filmu nebyl                  | Jun Hee Lee                           | V tomto filmu nebyl                   | V tomto filmu nebyl                     | V tomto filmu nebyl                     | V tomto filmu nebyl                     |
| Ernie Kaplowitz                   | V tomto filmu nebyl        | V tomto filmu nebyl          | V tomto filmu nebyl                  | Jason Earles                          | V tomto filmu nebyl                   | V tomto filmu nebyl                     | V tomto filmu nebyl                     | V tomto filmu nebyl                     |
| Erik Stifler                      | V tomto filmu nebyl        | V tomto filmu nebyl          | V tomto filmu nebyl                  | V tomto filmu nebyl                   | John White                            | John White                              | V tomto filmu nebyl                     | V tomto filmu nebyl                     |
| Dwight Stifler                    | V tomto filmu nebyl        | V tomto filmu nebyl          | V tomto filmu nebyl                  | V tomto filmu nebyl                   | Steve Talley                          | Steve Talley                            | V tomto filmu nebyl                     | V tomto filmu nebyl                     |
| Mike „Cooze“ Coozeman             | V tomto filmu nebyl        | V tomto filmu nebyl          | V tomto filmu nebyl                  | V tomto filmu nebyl                   | Jake Siegel                           | Jake Siegel                             | V tomto filmu nebyl                     | V tomto filmu nebyl                     |
| Ryan Grimm                        | V tomto filmu nebyl        | V tomto filmu nebyl          | V tomto filmu nebyl                  | V tomto filmu nebyl                   | Ross Thomas                           | V tomto filmu nebyl                     | V tomto filmu nebyl                     |                                         |
| Tracy Sterling                    | V tomto filmu nebyla       | V tomto filmu nebyla         | V tomto filmu nebyla                 | V tomto filmu nebyla                  | Jessy Schram                          | V tomto filmu nebyla                    | V tomto filmu nebyla                    |                                         |
| Bull                              | V tomto filmu nebyl        | V tomto filmu nebyl          | V tomto filmu nebyl                  | V tomto filmu nebyl                   | Dan Petronijevic                      | Dan Petronijevic                        | V tomto filmu nebyl                     | V tomto filmu nebyl                     |
| Jill                              | V tomto filmu nebyla       | V tomto filmu nebyla         | V tomto filmu nebyla                 | V tomto filmu nebyla                  | Jaclyn A. Smith                       | Jaclyn A. Smith                         | V tomto filmu nebyla                    | V tomto filmu nebyla                    |
| Rock                              | V tomto filmu nebyl        | V tomto filmu nebyl          | V tomto filmu nebyl                  | V tomto filmu nebyl                   | Jordan Prentice                       | Jordan Prentice                         | V tomto filmu nebyl                     | V tomto filmu nebyl                     |
| Harry Stifler                     | V tomto filmu nebyl        | V tomto filmu nebyl          | V tomto filmu nebyl                  | V tomto filmu nebyl                   | Christopher McDonald                  | Christopher McDonald                    | V tomto filmu nebyl                     | V tomto filmu nebyl                     |
| Ashley                            | V tomto filmu nebyla       | V tomto filmu nebyla         | V tomto filmu nebyla                 | V tomto filmu nebyla                  | V tomto filmu nebyla                  | Meghan Heffern                          | V tomto filmu nebyla                    | V tomto filmu nebyla                    |
| Edgar Willis                      | V tomto filmu nebyl        | V tomto filmu nebyl          | V tomto filmu nebyl                  | V tomto filmu nebyl                   | V tomto filmu nebyl                   | Tyrone Savage                           | V tomto filmu nebyl                     | V tomto filmu nebyl                     |
| Rob Shearson                      | V tomto filmu nebyl        | V tomto filmu nebyl          | V tomto filmu nebyl                  | V tomto filmu nebyl                   | V tomto filmu nebyl                   | V tomto filmu nebyl                     | Bug Hall                                | V tomto filmu nebyl                     |
| Scott Stifler                     | V tomto filmu nebyl        | V tomto filmu nebyl          | V tomto filmu nebyl                  | V tomto filmu nebyl                   | V tomto filmu nebyl                   | V tomto filmu nebyl                     | John Patrick Jordan                     | V tomto filmu nebyl                     |
| Nathan Jenkyll                    | V tomto filmu nebyl        | V tomto filmu nebyl          | V tomto filmu nebyl                  | V tomto filmu nebyl                   | V tomto filmu nebyl                   | V tomto filmu nebyl                     | Kevin M. Horton                         | V tomto filmu nebyl                     |
| Marshall „Lube“ Lubetsky          | V tomto filmu nebyl        | V tomto filmu nebyl          | V tomto filmu nebyl                  | V tomto filmu nebyl                   | V tomto filmu nebyl                   | V tomto filmu nebyl                     | Brandon Hardesty                        | V tomto filmu nebyl                     |
| Dana                              | V tomto filmu nebyla       | V tomto filmu nebyla         | V tomto filmu nebyla                 | V tomto filmu nebyla                  | V tomto filmu nebyla                  | V tomto filmu nebyla                    | Melanie Papalia                         | V tomto filmu nebyla                    |
| Ashley                            | V tomto filmu nebyla       | V tomto filmu nebyla         | V tomto filmu nebyla                 | V tomto filmu nebyla                  | V tomto filmu nebyla                  | V tomto filmu nebyla                    | Jennifer Holland                        | V tomto filmu nebyla                    |
| Imogen                            | V tomto filmu nebyla       | V tomto filmu nebyla         | V tomto filmu nebyla                 | V tomto filmu nebyla                  | V tomto filmu nebyla                  | V tomto filmu nebyla                    | Louisa Lytton                           | V tomto filmu nebyla                    |